# Karsenia koreana
Karsenia koreana е вид земноводно от семейство Безбелодробни саламандри (Plethodontidae).

## Разпространение
Видът е разпространен в Южна Корея.